# Sorocea muriculata
Sorocea muriculata là một loài thực vật có hoa trong họ Moraceae. Loài này được Miq. miêu tả khoa học đầu tiên năm 1853.